# Clytocerus constrictus
Clytocerus constrictus är en tvåvingeart som beskrevs av Duckhouse 1975. Clytocerus constrictus ingår i släktet Clytocerus och familjen fjärilsmyggor. Inga underarter finns listade i Catalogue of Life.